# FC Brugg
Der FC Brugg ist ein Schweizer Fussballverein aus der Stadt Brugg im Kanton Aargau, der 1914 gegründet wurde. Momentan spielt die Mannschaft in der 2. Liga des aargauischen Fussballverbandes.
Am 24. Mai 2008 stieg der Verein nach 5-jähriger Präsenz in der 1. Liga zuerst in die 2. Liga interregional, ein Jahr später in die 2. Liga Regional und im darauffolgenden Jahr sogar noch in die 3. Liga ab. Bereits in der nächsten Saison folgte allerdings der direkte Wiederaufstieg in die höchste regionale Spielklasse, in welcher sich der FC Brugg bis heute befindet.
Vor allem bekannt ist der Fussballklub aus Brugg aber für seine hervorragende Juniorenarbeit. Meist spielen gleich alle drei Abteilungen (A, B und C-Junioren) in der höchsten nationalen Spielklasse. 2004 konnten die C-Junioren das schweizweite Finalturnier gar auf dem dritten Platz beenden.

## Stadion
Der FC Brugg trägt seine Heimspiele im Stadion Au aus. Die Kapazität beträgt 3'300 Zuschauer, wovon 300 Sitzplätze (direkt vom ehemaligen Hardturm-Stadion importiert) und 3'000 Stehplätze sind.